# Hugues Maret
Hugues-Bernard Maret, książę Basano (ur. 1 maja 1763 w Dijon, zm. 13 maja 1839 w Paryżu) – francuski polityk, premier Francji (1834).

## Życiorys
Podczas rewolucji francuskiej był dziennikarzem, w 1792 wstąpił do służby dyplomatycznej, po przewrocie 18 brumaire'a z 1799 został sekretarzem stanu ds. konsulów. Był zaufanym doradcą Napoleona, od kwietnia 1811 do listopada 1813 pełnił urząd ministra spraw zagranicznych; w lutym 1812 zawarł traktat z Prusami, a w marcu 1812 z Austrią, które poprzedziły atak na Rosję. W 1815 pomógł Napoleonowi zorganizować ucieczkę z Elby, a po ostatecznym upadku Napoleona i restauracji Burbonów wyjechał z kraju; powrócił w 1820, a po rewolucji roku 1830 został mianowany parem Francji przez Ludwika Filipa I. W listopadzie 1834 został premierem, jednak nie udało mu się utworzyć rządu.